# (25) Phocaea
(25) Phocaea ist ein Asteroid des inneren Hauptgürtels, der am 6. April 1853 vom französischen Astronomen Jean Chacornac am Observatoire de Marseille entdeckt wurde. Es war seine erste von insgesamt sechs Asteroidenentdeckungen.
Der Asteroid wurde benannt nach Phokaia, einer Seefahrerstadt in Ionien in Kleinasien mit Kolonien in Italien, Spanien und Frankreich. Unter dem Tyrannen Haspages errichtete eine Gruppe der Einwohner um 600 v. Chr. Massalia (Marseille), manchmal auch Phocaica genannt. Die Benennung erfolgte durch den französischen Astronomen Jean Elias Benjamin Valz, um an den Ursprung von Marseille zu erinnern.

## Wissenschaftliche Auswertung
Mit Daten radiometrischer Beobachtungen im Infraroten am Kitt-Peak-Nationalobservatorium in Arizona vom Juni 1976 wurden für (25) Phocaea erstmals Werte für den Durchmesser und die Albedo von 72 km und 0,18 bestimmt. Aus Ergebnissen der IRAS Minor Planet Survey (IMPS) wurden 1992 Angaben zu Durchmesser und Albedo für zahlreiche Asteroiden abgeleitet, darunter auch (25) Phocaea, für die damals Werte von 75,1 km bzw. 0,23 erhalten wurden. Radarastronomische Untersuchungen am Arecibo-Observatorium vom 9. bis 14. Juli 2002 bei 2,38 GHz ergaben für (25) Phocaea einen effektiven Durchmesser von 75 ± 17 km. Mit hochaufgelösten Aufnahmen mit dem Adaptive Optics (AO)-System am Teleskop II des Keck-Observatoriums auf Hawaiʻi im Infraroten vom 6. Dezember 2003 konnte ein mittlerer Durchmesser von 71 km abgeleitet werden.
Eine Auswertung von Beobachtungen durch das Projekt NEOWISE im nahen Infrarot führte 2012 zu vorläufigen Werten für den Durchmesser und die Albedo im sichtbaren Bereich von 61,1 km bzw. 0,35. Mit einer Auswertung von drei Sternbedeckungen durch den Asteroiden konnte in einer Untersuchung von 2020 ein mittlerer Durchmesser von 71,3 ± 0,9 km bestimmt werden.
Eine spektroskopische Untersuchung von 820 Asteroiden zwischen November 1996 und September 2001 am La-Silla-Observatorium in Chile ergab für (25) Phocaea eine taxonomische Klassifizierung als S- bzw. Sa-Typ. Spektroskopische Untersuchungen von (25) Phocaea im nahen Infrarot am 7. November 2017 mit der Infrared Telescope Facility (IRTF) am Mauna-Kea-Observatorium auf Hawaiʻi zeigten das Vorhandensein von Olivin und Pyroxen, typisch für Asteroiden des S-Typs. Das Mischungsverhältnis entspricht am ehesten dem von gewöhnlichen H-Chondriten mit hohem Metallgehalt.

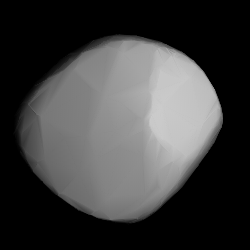
Berechnetes 3D-Modell von (25) Phocaea

Photometrische Beobachtungen von (25) Phocaea fanden erstmals statt vom 5. bis 10. August 1950 am McDonald-Observatorium in Texas. Aus der aufgezeichneten Lichtkurve konnte für den Asteroiden eine Rotationsperiode von 9,945 h abgeleitet werden, während weitere Beobachtungen vom 3. bis 6. Januar 1956 am gleichen Ort nicht zu einer Periode ausgewertet werden konnten. Neue Messungen vom 21. bis 23. Oktober 2006 am Altimira Observatory in Kalifornien führten aber wieder zu exakt dem gleichen Wert, während mehrere Beobachtungskampagnen am Organ Mesa Observatory in New Mexico in der Auswertung ebenfalls ähnliche Rotationsperioden lieferten: Vom 13. Januar bis 2. Februar 2008 (abgeleiteter Wert 9,935 h), vom 13. bis 21. April 2009 (abgeleiteter Wert 9,927 h) sowie vom 25. September bis 10. Dezember 2010 (abgeleiteter Wert 9,9341 h).
Aus den archivierten photometrischen Daten des United States Naval Observatory und der Catalina Sky Survey in Arizona wurde dann in einer Untersuchung von 2013 ein Gestaltmodell des Asteroiden für eine Position der Rotationsachse mit prograder Rotation und eine Rotationsperiode von 9,93540 h bestimmt. Mit dem Weltraumteleskop Transiting Exoplanet Survey Satellite (TESS) konnten während dessen Durchmusterung des Südhimmels 2018 bis 2019 auch Objekte des Sonnensystems beobachtet werden. Dabei wurden auch die Lichtkurven von fast 10.000 Asteroiden aufgezeichnet. Für (25) Phocaea wurde aus Messungen etwa vom 16. Dezember 2018 bis 6. Januar 2019 eine Rotationsperiode von 9,93624 h abgeleitet.
Zwischen 2012 und 2018 wurden mit der All-Sky Automated Survey for Supernovae (ASAS-SN) auch photometrische Daten von 20.000 Asteroiden aufgezeichnet. Auf mehr als 5000 davon konnte erfolgreich die Methode der konvexen Inversion angewendet werden, darunter auch (25) Phocaea, für die in einer Untersuchung von 2021 ein verbessertes dreidimensionales Gestaltmodell für eine Rotationsachse mit prograder Rotation und einer Periode von 9,9353 h berechnet wurde.
Abschätzungen von Masse und Dichte für den Asteroiden (25) Phocaea aufgrund von gravitativen Beeinflussungen auf Testkörper ergaben in einer Untersuchung von 2012 eine Masse von etwa 0,599·1018 kg, was mit einem angenommenen Durchmesser von etwa 80 km zu einer Dichte von 2,21 g/cm³ führte bei einer Porosität von 33 %. Diese Werte besitzen eine Unsicherheit im Bereich von ±20 %.

## Phocaea-Familie
(25) Phocaea ist namensgebendes und eines der größeren Mitglieder einer Asteroidenfamilie mit ähnlichen Bahneigenschaften, wie eine Große Halbachse von 2,15–2,46 AE, eine Exzentrizität von 0,11–0,33 und eine Bahnneigung von 21,0°–26,9°. Taxonomisch handelt es sich um Asteroiden der Spektralklasse S, L und C, die mittlere Albedo liegt bei 0,24. Der Phocaea-Familie wurden im Jahr 2019 etwa 4360 Mitglieder zugerechnet, ihr Alter wurde auf 1,19 ± 0,32 Mrd. Jahre geschätzt.